# Krajišnik (Sečanj)
Krajišnik (serbisch-kyrillisch Крајишник, deutsch Stephansfeld, ungarisch Istvánfölde) ist ein Ort im serbischen Banat. Er liegt 30 km östlich von Zrenjanin und 75 km nördlich von Belgrad.

## Geschichte
Im Jahr 1796 erfolgte die Besiedlung von Stephansfeld (nach dem hl. König Stephan von Ungarn) durch deutsche Kolonisten, die größtenteils schon aus dem Nordbanat kamen und nicht als Erstkolonisten gelten.
Am 1. Oktober 1797 wurde die Pfarre amtlich errichtet und zum ersten Seelsorger der Pfarrer Adalbert Moechele bestellt. Zur Pfarre Stefansfeld gehörte auch die Wida-Pußta und Oregyi. 
Um das Jahr 1660 bestand bereits eine kleine, serbische Siedlung, die sich damals jedoch nicht halten konnte, weil alle Niederschläge auf den unebenen Flächen und Vertiefungen stehen blieben und das Land versumpften. Wegen der häufigen Wasserlachen wurde es "schublika" also "löchrig" genannt.
Grundherr und Besitzer war das Agramer [Zagreb] Domkapitel, es plante 200 Siedler anzusetzen. Der Beginn umfasste 106 Sessionen und 75 Kleinhäußler. Um 1804 gelang es noch einige Familien aus Deutschland und Österreich für die Siedlung anzuwerben. Im Jahre 1805 wurde die volle Siedlerzahl von 200 erreicht, worauf das Domkapitel in Stephansfeld eine Kirche bauen ließ. Mit der Kirche wurde 1809 auch eine Schule fertiggestellt und ihrer Bestimmung übergeben.

## Religion
Im Dorf wird seit 2011 die Serbisch-orthodoxe Kirche Hl. Großmärtyrer Pantaleon erbaut. Krajišnik ist Sitz der Pfarrei Krajišnik im Dekanat Sečanj der Eparchie Banat der Serbisch-orthodoxen Kirche. Priester der Kirche ist Erzpriester Aleksandar Basta.